# Palacio de Mežotne
El Palacio de Mežotne (en letón: Mežotnes pils) es un palacio en la histórica región de Zemgale, en Letonia, en la región de Bauska (antiguo municipio Mežotne en el distrito de Bauska). El palacio sufrió mucho en la primera y más tarde en la Segunda Guerra Mundial.
Construido en estilo del Clasicismo durante 1798-1802 por una profesora e institutriz de los nietos de la emperatriz Catalina II de Rusia, Charlotte von Lieven (1742-1828).